# 江戸清
株式会社江戸清（えどせい）は、横浜市金沢区に本社を置く食肉加工会社である。業務用食品のほか、横浜中華街のブタまんで知られる。社名に江戸の文字が入っているが、創業者の高橋清七が事業を譲り受けた前身の豚肉商の屋号に由来しており、明治以来横浜を地盤としている企業である。

## 歴史
創業者の高橋清七は1875年（明治8年）、千葉の畑町の高橋清八・なつ夫妻の長男として生まれた。高橋家は名主として山武郡に広大な田畑を有していた。江戸時代の下総国ではたびたび一揆がおきており、農民の代表の立場を貫いた高橋家は打ちこわしの対象となることはなかったものの、明治維新により村役制度が解体されたときは胸をなでおろしたと推測される。
明治維新後、桝屋の屋号を持つ高橋家を継いだ清八は、千葉の田畑で採れた農作物を東京や横浜に販売したり、自家製の味噌や醤油を近隣に販売して生計を立てた。清七も、商売人として成長していく。明治前期の横浜の南京街には、華僑が経営する精肉店のほか日本人が経営する武田屋、藤屋、江戸屋の3店の肉屋があった。仕事でしばしば横浜を訪れていた清七はその繁盛ぶりに注目し、高橋家の傘下の小作農家の豚を集め、養豚業を営むことを心に決めていた。ある日、清七は「豚肉を売らせてほしい」と父の清八に申し出た。高橋家は代々、無益な殺生を戒める真言宗を信仰しており、清八は当初は反対したが天皇も肉食を解禁するほど文明開化が進んだこともあり、結局は清八が折れる形となった。1892年（明治25年）、清七が17歳の時。勝手の違う華僑相手の商売には自信が持てず、老舗の武田屋や藤屋にはすでに多くの卸業者が入っていると考え、3店で最も規模の小さい江戸屋に取引を持ち掛けた。主だった養豚家が武田屋と藤屋に押さえられ、仕入れに困っていた江戸屋店主の和助は喜んで清七との取引を始めた。当時の横浜は肉の一大消費地であり、清七は千葉港から船便で井土ケ谷にあった食肉解体場まで豚を運んだ。2年ほどのち。跡継ぎのいなかった和助は、清七に江戸屋を継いでほしいと持ち掛けた。何かと面倒を見てもらった和助の願いを断ることもできない。1894年、清七が19歳の春に江戸屋を継ぎ、屋号も清七の一文字を採り「江戸清」に改めた。直後に勃発した日清戦争により日本と清国との関係は悪化したが、敬虔な真言宗の信徒である清七には国や民族の違いで差別する気持ちは持ち合わせておらず、中国人顧客に対しても誠実な対応を続けた。1897年には、知人の紹介で千葉県出身の「志ん」と結婚し、翌年には長男「峯男」が誕生。清八となつを千葉から横浜へ呼び寄せた。清七と志んの間には8男6女の子宝に恵まれた。江戸清には以前から西欧人がハムの材料を買い付けに訪れていた。清七はその顧客の一人からハムの作り方を教わり、試行錯誤の末骨付きハムの製造に成功。1914年（大正3年）より「千葉ハム」の名で販売を開始した。のちに同ブランドでベーコンの生産も開始し、日本食肉加工協会の『食肉加工百年史』によると1918年当時の江戸清の生産量はハムが全国8位、ベーコンが4位であった。
1923年9月1日。関東大震災で南京街は壊滅的な被害を受け、江戸清も自宅兼社屋が全壊。清七は倒れた柱の直撃を受け重傷を負ったが一命をとりとめた。銀行からの融資も思うように受けられず、倒産の危機に瀕したが日頃からの誠実な商いにより、多くの顧客からの支援を受けることができた。峯男は清七の命を受け、妻の「とく」とともに南京町の被災者の救援に当たった。
昭和に入り、江戸清の業績も回復し新社屋を建てるとともに、井土ケ谷の食肉解体場近くに豚の一時置き場を設けた。しかし、震災による日本経済への打撃は改善を見せず、昭和恐慌から1937年の日中戦争勃発へと進んでゆく。1938年、清七は一線を退き峯男に後を託した。その2年後、1940年3月13日に清七はこの世を去る。1945年5月29日の横浜大空襲で、南京町の店は全焼した。井土ケ谷に建てた仮住まいに疎開していたため犠牲者を出さずに済んだが、震災に次いでまたも再出発を余儀なくされた。終戦直後の南京町は無政府状態となり、華僑たちはなわばりをして日本人の追い出しを図った。峯男の長男で、のちに江戸清三代目社長となる柢祐は店の跡地に建てた小屋に寝泊まりして土地を守った。時折、GHQの兵士から尋問を受けたが、横浜市立商業学校で英語教育を受けてきた柢祐と峯男は米兵とコミュニケーションをとることができた。高橋家が千葉県に所有していた農地は、戦後の農地改革により不在地主の土地と見做され小作人に譲渡されそうになったが、地元の農地委員会は高橋家の地域社会への貢献を考慮し、一部を高橋家にのこすことで意見の一致をみた。峯男は地域の日本人有力者で、英語もできたことからGHQ関係者との交渉に当たることが多く、将校専用の社交クラブやホテルから豚の飼料となる残飯の提供を受けることもあった。食糧統制が行われていた時期であったが、過去の実績から豚肉や豚肉加工品の取扱いが許可されていた。
1950年に朝鮮戦争が勃発すると、GHQと取引していた江戸清は朝鮮特需の恩恵を受け、1951年には2階建の本店を建設した。1952年にGHQが解体された後は、駐留軍との取引を本格化した。1952年には柢祐はレストラン『キラク』を営む山口家の徳子と結婚した。1956年には井土ケ谷工場を新設。この時設置したハンバーグ成型機は、日本では早い導入例であった。1959年3月2日に、のちに4代社長となる伸昌が誕生。1963年には、2階にレストランのある4階建ての本店を建設した。経営は順調に思えたが、1963年7月にケネディ大統領はアメリカの産業保護とドルの流出防止を目的とした「ドル防衛政策」を発表。売上の大きな比率を占めていた米軍との取引が打ち切られた。
1965年、峯男の次男の昭二は江戸清の事業拡大を目指して「江戸清商事株式会社」を設立。十大商社の一角であった安宅産業と提携して部分肉販売を行った。ところが両社とも精肉の販売経験がなく、3年ほどで事業が立ち行かなくなった。「肉のインテグレーション」を目指す安宅産業は、今度は江戸清本体と組むこととした。江戸清は1965年に関東畜産興業を設立し、津久井町で養豚事業を行っていた。柢祐は自社で独立して事業を行うことを望んでいたが、江戸清商事の清算で生じた多額の負債を返済するため、この話を受け入れるしかなかった。安宅産業と江戸清の折半出資で店舗展開した「主婦の店・肉の江戸清」は、当初は好調な滑り出しをし24店まで拡大した。しかし、安宅産業の放漫経営もあり業績は年々悪化していった。安宅の内情を知った柢祐は、このまま事業を拡大したら取り返しのつかないことになると察する。事業を中断するにしても多額の負債を抱えることとなり、進退窮まる状況となった。そのような中で、津久井の養豚場が台風で損壊し、糞尿が川の下流の農地に被害をもたらした。1971年、柢祐は意を決して撤退を決断した。その2年後の1973年、安宅産業はカナダの石油事業の失敗から1000億円を超える負債を抱え事実上経営破綻し、伊藤忠商事に救済合併される末路をたどる。経営上大きな痛手を受けたが、柢祐による撤退の決断で、連鎖倒産を避けることができた。
江戸清は伊藤ハムの販売代理店であり、柢祐は神奈川県と静岡県の伊藤ハム代理店主で組織する「神奈川伊藤ハム会」の初代会長であったことから、伊藤ハムとの間に縁があった。同社創業者の伊藤傳三は会長職に退いていたが、関西発祥の伊藤ハムの、関東における市場拡大に尽力した江戸清の窮状を憂慮していた。傳三は、部下に江戸清の支援を命じた。安宅産業からも江戸清の再生を支援する人物が現れ、深夜まで傳三の部下と柢祐とともに江戸清の再生策を練り続けた。そして、伊藤ハムは江戸清と高橋家が商売上必要最小限のもの以外の一切の資産を処分する代わり同社が資本を提供する、すなわち江戸清が伊藤ハムグループ入りして再生を図る話を用意したのである。1976年、江戸清は法人化し、家業から株式会社に組織を改めた。江戸清は伊藤ハムから少しづつ株を買い戻し、2013年度中には同社の持分法適用会社から外れている。
1973年のオイルショック以降、大型スーパーマーケットやコンビニエンスストア、ファストフードの台頭による市場の大きな変化に直面する。江戸清は山下町、松原、六角橋、横浜橋、井土ケ谷の直売店を運営していたが、六角橋や松原、横浜橋の店舗の近くには相次いで大型スーパーが進出した。そこで、営業時間を極端に限定し、特売価格で販売する「びっくり市」と銘打った販売手法をとった。1978年には伊藤ハムと共同で「ホルモンスタミナミックス」を開発。同社の協力で、同年11月には西武百貨店船橋店に出店した。1980年には井土ケ谷工場で、ファストフード事業者向けのハンバーガーパティやハンバーグの製造設備の稼働を開始。1981年にはセブン-イレブンのフランチャイジーとして横須賀中央店の営業を開始した。
昭和末期の1988年。食肉業界は価格競争に陥り、卸で利益を上げることは困難になる。横浜中華街は1980年頃より観光地化が進み、来街者が増加傾向にあった。江戸清では観光客向けの商品を検討する中、中華まんが候補に上る。江戸清の食肉の主要顧客である中華街の料理店の多くはカジュアルな点心のメニューとして中華まんを販売している。柢祐はこれと競合することを心配したが、妻の徳子の後押しで商品開発を進めることとした。中国武漢市から呼び寄せた料理人とともに試行錯誤し、脂身の少ない良質な豚肉にエビ、カニ、タケノコ、キャベツ、ネギを加えた餡を、薄力粉を使ったふっくらとした生地で包んだ中華まんが出来上がった。直径10センチメートルを超える大きな中華まんは、これまで中華街で販売されていたものとは一線を画すものであった。豚肉の餡を包んだ中華まんを、一般に関東では「肉まん」、関西では「豚まん」と呼ぶが、豚肉を祖業とする江戸清では「ブタまん」と名付けた。販売価格は500円に設定し、内容や価格で他店と競合しにくいよう配慮された。市制100周年・横浜港開港130周年を記念した横浜博覧会開催年でもある1989年1月に販売開始したブタまんは人気商品となり、食べ歩きブームの火付け役となった。
ブタまんのヒットを受け、1989年8月6日に新工場を着工。建設地は高橋家のルーツでもある千葉県で、戦後の農地改革の際に土地を返還してくれた恩返しの気持ちもあった。大栄町の大栄工業団地内に新設された千葉工場は1990年9月に稼働を開始したが、当初はバブル景気による求人難、その後のバブル崩壊による景気低迷、さらにファストフード事業者による規格変更に対応しきれなかったことで苦戦を強いられた。1993年4月、モスフードサービスの受注が決まり、稼働率が向上した。1999年、CIを導入しロゴを一新。2003年8月には、井土ケ谷の本社・工場の老朽化や物流面の対応、今後の事業展開を考慮し、金沢区幸浦の元倉庫会社の建物を取得し、機能を移転した。2007年に、捏造報道で問題となった「段ボール肉まん」、2008年には農薬が混入した中国産冷凍餃子事件により、横浜中華街を拠点とする江戸清も風評被害を受けた。2019年からの新型コロナウイルス感染症では中華街の来街者が途絶え、江戸清のブタまんも再び危機に立たされた。中国武漢市から感染が拡大したと報じられたことから中華街に対する誹謗中傷もあったが、感染が収束に向かう2023年の春節の頃には賑わいを取り戻した。

## 製品
平成以降は「ブタまん」で有名になったが、主力はファストフードや飲食店向けの業務用食肉加工業であり、ブタまんが売上に占める割合は全体の2割ほどである。ブタまんは直径11cm、高さ7cm、重さ250gと一般的なものの2倍の大きさで、ブタの複数の部位を使って餡の食感を引き立たせるとともに、エビやズワイガニを加えることで風味を立たせている。横浜スタジアムで販売されるベイスターズオリジナルフードの「ベイ餃子」も江戸清が開発に携わった。BtoB製品ではロッテリアのハンバーガー用パティや、ローソンの豚まんも製造している。

## 店舗・工場

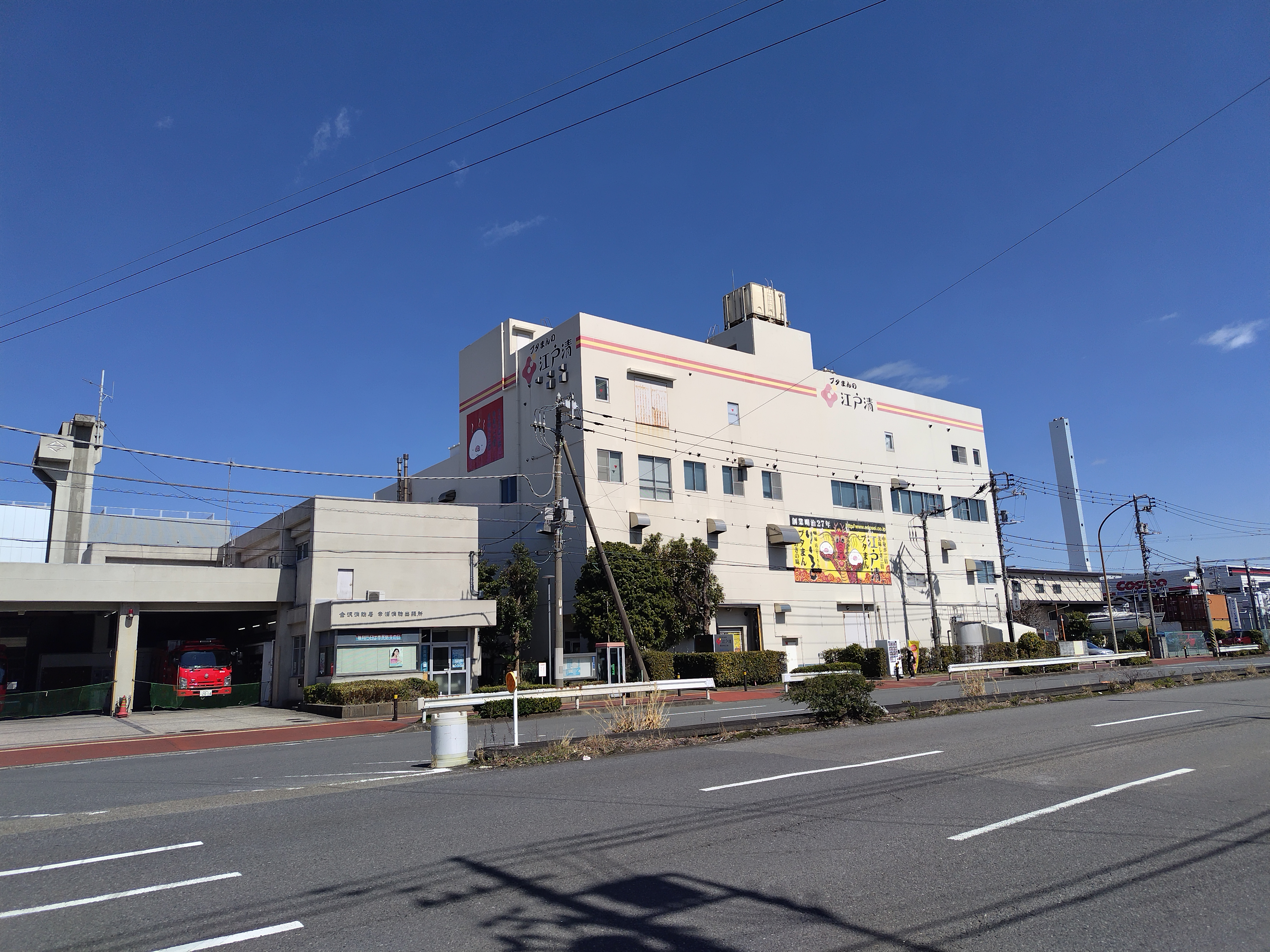
金沢区臨海部にある江戸清横浜本社工場

かつては前述の六角橋店や松原店（いずれも1991年閉店）のほか、ルミネ町田店（1990年～2001年）、横浜ワールドポーターズ店（2001年～2005年）、横浜髙島屋店（2009年出店、のちにオンライン販売のみに変更）などを展開。2002年に設立した飲食会社「萬華」により井土ケ谷に「中華そば 海神」、東京都江東区亀戸に「中華旬菜坊Lee Rong」（2003年～2007年）を出店した。Lee Rongは上海語で賑わいを意味する「里弄」から採られており、上海の裏路地の賑わいを店内に再現した中華ダイニングであった。一時期は中華街の店舗にも「りーろん」の名を冠した。
2024年2月現在、直営店は中華街本店、中華街大通り店、中華街関帝廟通り店の3店舗を営業している。工場は横浜市金沢区の本社工場と、千葉県成田市の千葉工場で、1か月に2回程度工場直売を行っている

## テレビ番組
- 日経スペシャル カンブリア宮殿 食べ歩きブームの火付け役 横浜中華街 江戸清の挑戦！（2022年1月6日、テレビ東京）- 江戸清会長 高橋伸昌出演[39]。